# Califanthura squamosissima
Califanthura squamosissima är en kräftdjursart som först beskrevs av Menzies 1951.  Califanthura squamosissima ingår i släktet Califanthura och familjen Paranthuridae. Inga underarter finns listade i Catalogue of Life.